# Diz Disley
Diz Disley, rodným jménem William Charles Disley, (27. května 1931 Winnipeg – 22. března 2010 Londýn) byl kanadský jazzový kytarista. Narodil se v Kanadě velšským rodičům, kteří sem přišli za prací. Když mu byly čtyři roky, odjel s rodinou do Walesu. Později žil v Anglii. Zpočátku hrál na banjo, následně však přešel ke kytaře. Poté, co se usadil v Londýně, se stal členem kapely trumpetisty Micka Mulligana. Během své kariéry spolupracoval s mnoha dalšími hudebníky, mezi něž patří například Nat Gonella, David Grisman, Ken Colyer a Kenny Ball.